# Caryospora ernsti
Caryospora ernsti – gatunek pasożytniczych pierwotniaków należący do rodziny Eimeriidae z podtypu Apicomplexa, które kiedyś były klasyfikowane jako protista. Występuje jako pasożyt jaszczurek. C. ernsti cechuje się tym iż oocysta zawiera 1 sporocystę. Z kolei każda sporocysta zawiera 8 sporozoitów.
Obecność tego pasożyta stwierdzono u anolisa zielonego (Anolis carolinensis) należącego do rodziny długonogwanowatych.

## Sporulowana oocysta
Jest kształtu sferoidalnego o średnicy 11 – 14,5 μm, posiada 1 bezbarwną ścianę o grubości 1 μm. Brak mikropyli oraz wieczka biegunowego. Występuje ciałko biegunowe.

## Sporulowana sporocysta i sporozoity
Sporocysty kształtu owoidalnego o długości 10 – 12,5 μm, szerokości 7,5 – 9 μm. Występuje ciałko Stieda oraz substieda body (SBB). Brak parastieda body (PSB).